# Kazuo Shii
Kazuo Shii (志位 和夫, Shii Kazuo, 29 de julho de 1954)  é um político japonês e presidente do Partido Comunista Japonês desde 2000. 

## Vida pregressa
Shii nasceu em Yotsukaido, província de Chiba. Ele se formou em Bacharelado em Engenharia, com foco em Física e Engenharia, pela Universidade de Tóquio. Ingressou no Partido Comunista durante seu primeiro ano na Universidade e se tornou um participante ativo da ala estudantil do partido. Após a formatura, conseguiu um emprego no Comitê de Tóquio do Partido Comunista Japonês, sendo encarregado de cuidar das tarefas do movimento estudantil de universidades como a Universidade de Waseda. Trabalhou no Comitê Central do partido desde 1982. 

## Carreira política
Em 1990, Shii tornou-se chefe do Secretariado e foi eleito como membro da Câmara dos Representantes em 1993. No congresso do partido em 2000, Shii foi eleito líder do partido. 
Shii se tornou o primeiro presidente do Partido Comunista Japonês a visitar a Coreia do Sul e o primeiro político japonês a visitar o local da Prisão de Seodaemun. Ele prestou homenagem à memória dos ativistas anticoloniais coreanos que foram presos durante o período do colonialismo japonês. 

## Interesses
Shii toca piano; ele disse que a música é "uma parte da [sua] vida" e considerou seriamente se tornar um músico. Quando ele estava prestes a começar a universidade, considerou se formar em música ou física, mas acabou escolhendo a física. Shii diz que seus compositores favoritos são Franz Schubert e Dmitri Shostakovich.